# Pieńpole
Pieńpole [pronunciación en polaco: /pjɛɲˈpɔlɛ/] es un pueblo en el distrito administrativo de Gmina Stupsk, dentro del condado de Mława, Voivodato de Mazovia, en el centro-este de Polonia. Se encuentra a unos 9 kilómetros al suroeste de Stupsk, a 17 kilómetros al sur de Mława, y a 93 kilómetros al noroeste de Varsovia.